# Coin de glace

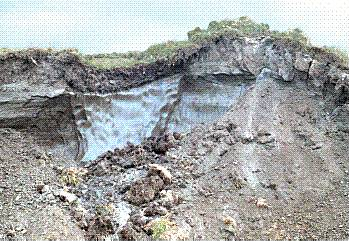
Coupe de la partie supérieure d'un coin de glace

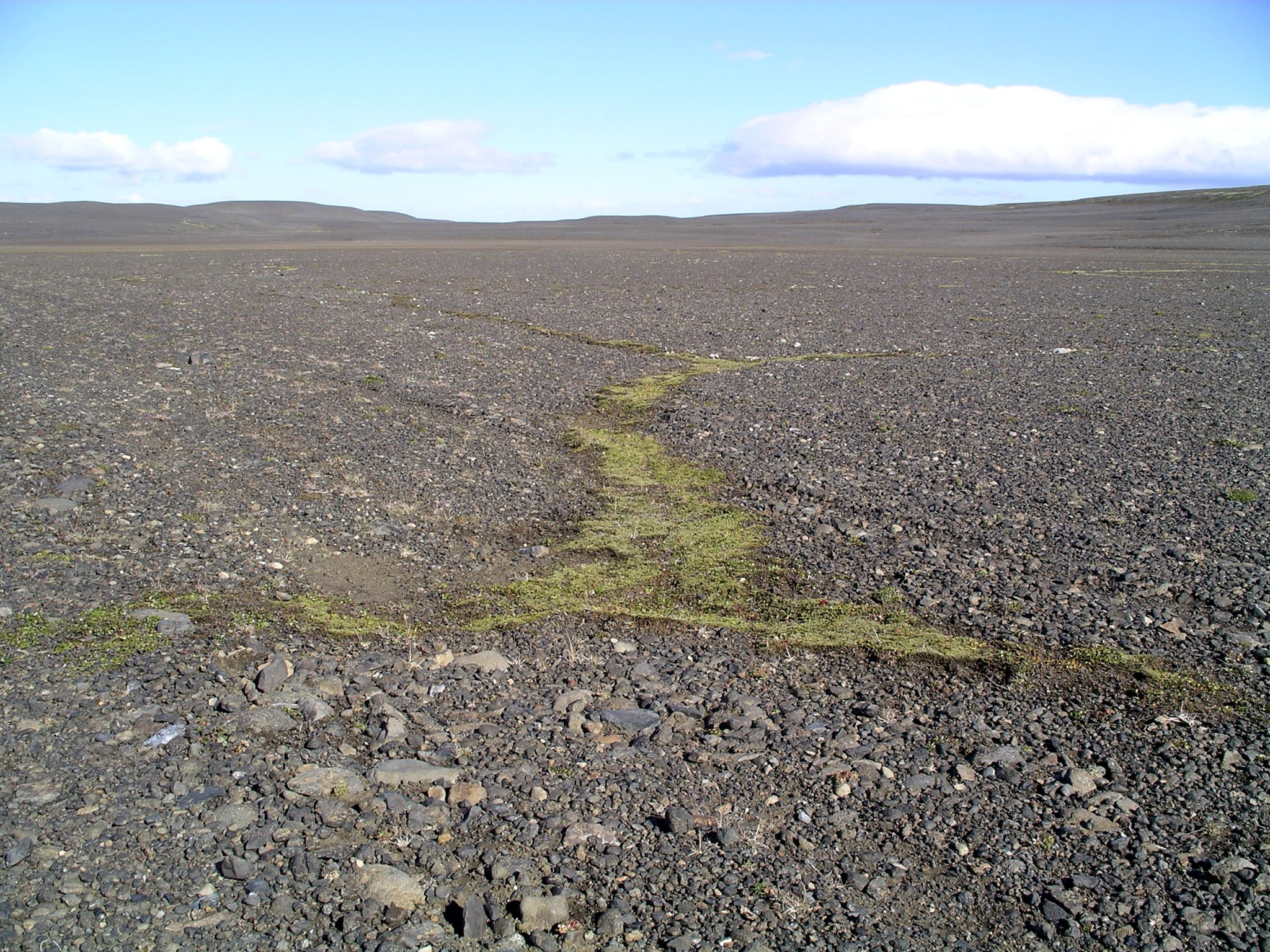
Réseau vu du sol, en Islande dans le désert du Sprengisandur ; les dépressions humides, au droit du coin de glace, permettent le développement d'une maigre végétation

Un coin de glace est une forme de glace de sol massive que l'on retrouve dans les régions de pergélisol continu. Il résulte du gel de l'eau dans des fentes de rétraction thermique. Le gel saisonnier de l'eau au niveau du pergélisol permet la croissance du coin de glace qui présente typiquement une forme de biseau (de quelques centimètres à plusieurs mètres de large, suivant l'eau disponible et le nombre de cycles saisonniers). La pression induite par le coin crée des bourrelets de part et d'autre. La glace du coin de glace peut être partiellement colorée par des inclusions de sédiments.
En plan, ces fentes de gel s'ouvrent en constituant un réseau quadrangulaire ou polygonal irrégulier, de maille d'ordre décamétrique.
Lors de la dégradation du pergélisol (réchauffement climatique), les coins de glace sont soumis à un thermokarst. Ils sont alors fréquemment élargis par effondrement ou fluage des parois ou ruissèlement dans le réseau, la forme héritée est alors appelée pseudomorphe de coin de glace. Les fentes de gel libérées par la fonte de la glace, peuvent se remplir de sable, de terre ou de lœss.
Les coins de glace, ou grandes fentes de gel, ne doivent pas être confondus avec les réseaux de petites fentes de gel (en anglais frost cracks), moins profonds et formant un réseau polygonal régulier d'ordre décimétrique, qui ne nécessitent pas la présence de pergélisol.
Il existe trois types de coins de glace : syngénétique, anti-syngénétique et épigénétique. Les coins de glace anti-syngénétiques sont ceux qui se développent sur les pentes dénudées, et ils représentent le type de coin de glace le plus abondante en Amérique du Nord.